# ‘Ado ‘Ale (Tadjoura)
‘Ado ‘Ale ist ein 1193 m hoher Berg in Dschibuti. Er liegt in der Region Tadjoura im Zentrum von Dschibuti.

## Geographie
Der Berg erhebt sich nördlich des Ortes Tadjoura und südwestlich von Adailou im zentralen Teil von Dschibouti. Weiter östlich erhebt sich der Gipfel des Kousra, südlich der Milaglé, westlich der Kasalto (1116 m) und nördlich der Dokotlé (1069 m).

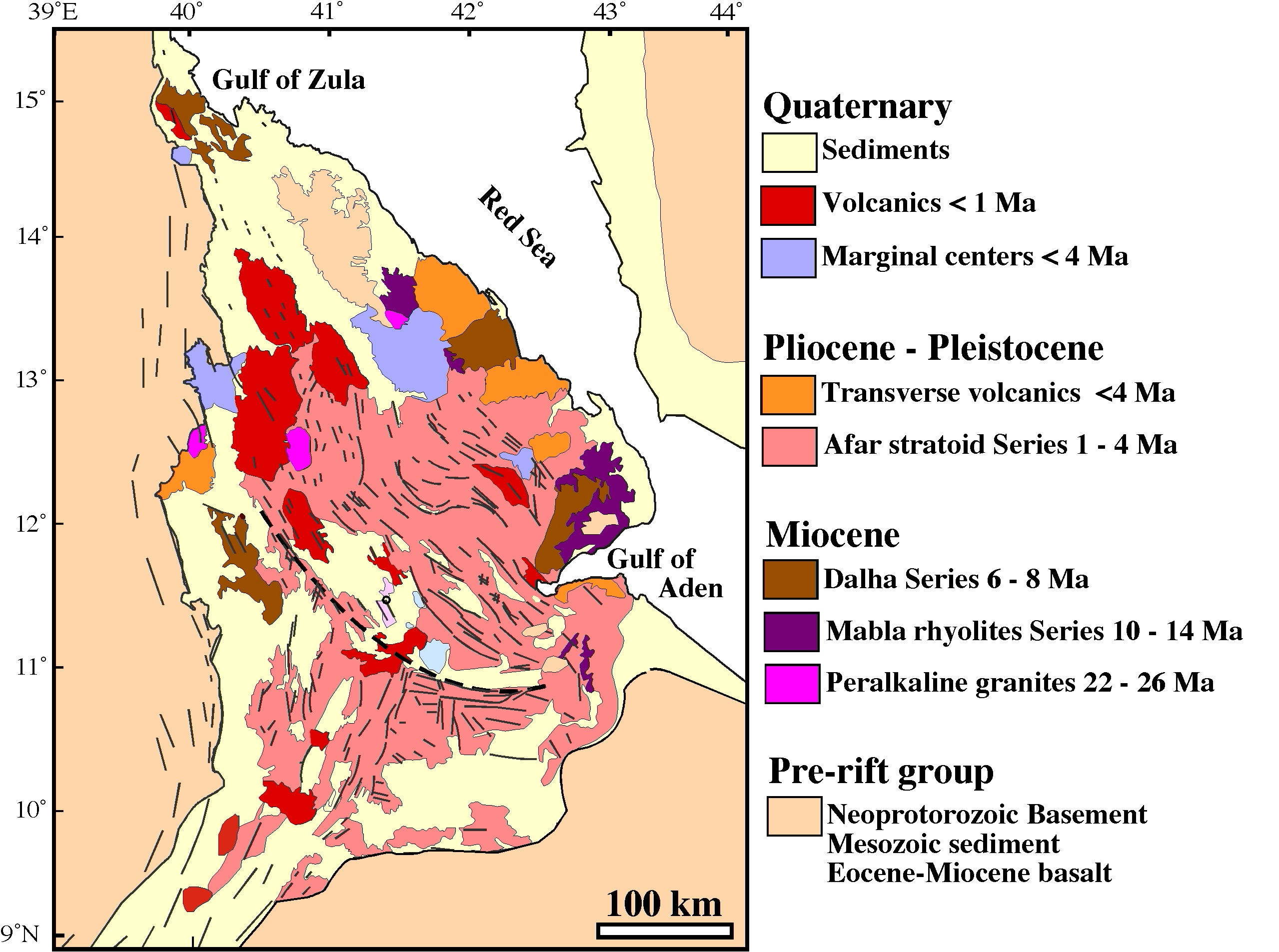
Geologie des Afar-Dreiecks.